# Benz (Usedom)
 For alternative betydninger, se Benz. (Se også artikler, som begynder med Benz)
Benz er en by og kommune i det nordøstlige Tyskland, beliggende i Amt Usedom-Süd i den nordøstlige
del af Landkreis Vorpommern-Greifswald. Landkreis Vorpommern-Greifswald ligger i delstaten Mecklenburg-Vorpommern.

## Geografi
Kommunen strækker sig fra halvøen Cosim i vest til Gothensee mod øst, midt i Naturpark Insel Usedom. Byen ligger lige syd for Schmollensee. Denne del af  Usedomer Achterlandes kaldes, grundet det bakkede landskab, Usedomer Schweiz. Cirka tolv kilometer sydvest for kommunen ligger byen Usedom, og tre kilometer mod nordøst ligger bade byen Heringsdorf.
Bundesstraße B 111 går gennem kommunens område.

## Eksterne kilder og henvisninger
- Wikimedia Commons har flere filer relateret til Benz (Usedom)
- Kommunens websted Arkiveret 12. september 2017 hos  Wayback Machine
- Kommunens side  på amtets websted
- Befolkningsstatistik mm Arkiveret 11. september 2017 hos  Wayback Machine